# リパブリックプラザ
リパブリックプラザ（英語：Republic Plaza、中国語（簡体字）：共和大厦）とは、シンガポール共和国の中央地区、ラッフルズプレイスに位置する超高層ビルである。

## 概要
リパブリックプラザはシンガポールのCDB（中心業務地区）であるシンガポール川沿いのダウンタウン、ラッフルズ・プレイスに建てられた高さ280m、地上66階建ての超高層ビルである。風の抵抗を軽減するため、上階に行くにつれて三角形の形状が変化するデザインとなっている。また耐震設計の超高層ビルとしては同国の先例となった。設計は日本を代表する建築家の黒川紀章、施工は清水建設。1995年に完成。同地区のランドマーク的存在の一つである。
同国を代表する超高層建築でもある。1階にTWGの店舗とカフェを、2階に上層階のテナントへの受付を、地下には日本食を含む飲食店などを配置している。なおタワー1とタワー2に分かれ、タワー2側の上部に駐車場を持つ。
2016年にグオコタワー（英語: Guoco Tower）(283.7 m)が完成するまで、隣接するワン・ラッフルズ・プレイス、UOBプラザ（ともに丹下健三による設計）と並んで、シンガポールで最も高い超高層ビル3棟のうちの1つであった（シンガポールの建築法により、超高層建築は最高軒が概ね高さ約280mまでとなっている）。

## 周辺施設
- SMRT・ラッフルズ・プレイス駅
- ワン・ラッフルズ・プレイス
- OCBCセンター（英語: OCBC Centre）
- UOBプラザ
- ザ・フラトン・シンガポール

## 交通
- MRTラッフルズ・プレイス（Raffles Place）駅